# Södertörns SS
Södertörns simsällskap er en svømmeklub som arbejder med konkurrencesvømning, masterssvømning, vandpolo og svømmeskole i to kommuner i Södertörn syd for Stockholm, Haninge kommun og Huddinge kommun.

## Svømmere
Kendte svømmere som svømmer eller har svømmet for klubben:
- Stefan Nystrand (-2006)
- Louise Jöhncke
- Simon Sjödin
- Sarah Sjöström

## Eksterne links
- Södertörns SS's officielle website (svensk)